# Fridtjof Nansen
Fridtjof Wedel-Jarlsberg Nansen (ur. 10 października 1861 w Store Frøen, zm. 13 maja 1930 w Lysaker) – norweski zoolog, oceanograf, badacz polarny i międzynarodowy działacz społeczny, laureat Pokojowej Nagrody Nobla.
Badał budowę ośrodkowego układu nerwowego u bezkręgowców i wymieniany jest obok Wilhelma Hisa (1831–1904) i Auguste’a Forela (1848–1931) jako jeden z pierwszych twórców teorii neuronowej.  
W latach 1888–1889 przeprawił się na nartach przez Grenlandię, udowodniając, że wnętrze wyspy pokrywa nieprzerwanie lądolód rozciągający się przynajmniej do 75°N. W latach 1893–1896 odbył ekspedycję na Ocean Arktyczny na specjalnie zaprojektowanym przez Colina Archera statku „Fram”, który został celowo uwięziony w lodach Arktyki, by wykorzystać dryf lodowy i dotrzeć do bieguna północnego. Statek dotarł około 460 kilometrów na południe od bieguna, a Nansen wraz z Hjalmarem Johansenem (1867–1913) przy wykorzystaniu psich zaprzęgów, nart i kajaków doszli do 86°13,6′N – najdalej na północ niż jakakolwiek poprzednia wyprawa – lecz wobec kończących się zapasów żywności musieli zawrócić. Podczas wyprawy przeprowadzono liczne badania naukowe i zebrano wiele danych, a wyniki prac opublikowano w sześciotomowym traktacie. Na potrzeby rejsu Nansen skonstruował nowy typ urządzenia do badania wód morskich na dużych głębokościach – tzw. butelkę Nansena. Stwierdzono m.in. że Morze Arktyczne ma kilka tysięcy sążni głębokości i jest całkowicie pozbawione wysp, tym samym nie potwierdzając teorii o tym, że na północy znajdują się duże obszary lądu. 
Po zakończeniu wypraw polarnych, poświęcił się działalności naukowej i na rzecz uniezależnienia się Norwegii od Szwecji – w niepodległej Norwegii objął funkcję posła w Wielkiej Brytanii (1906–1908). Po wybuchu I wojny światowej zaprzestał działalności akademickiej i zaczął starania na rzecz wzmocnienia obronności Norwegii. Od 1920 roku aż do swojej śmierci w 1930 roku przewodził norweskiej delegacji przy Lidze Narodów. Z ramienia Ligi podjął się repatriacji jeńców wojennych, z których wielu było przetrzymywanych w Rosji Radzieckiej, doprowadzając do repatriacji 450 000 więźniów. Od czerwca 1921 roku Wysoki Komisarz Ligi Narodów do Spraw Uchodźców – stworzył specjalny dokument tożsamości – tzw. „paszport nansenowski”, który umożliwił bezpaństwowym uchodźcom ubieganie się o pozwolenie na wjazd do poszczególnych krajów i uzyskanie pomocy. W 1922 roku za swoją pracę społeczną i zaangażowanie otrzymał Pokojową Nagrodę Nobla.

## Życiorys
Fridtjof Nansen urodził się 10 października 1861 roku w Store Frøen pod Kristianią (współczesnym Oslo) . Jego ojciec – Baldur Frithjof Nansen (1817–1885)  – był prawnikiem, a matka – Adelaide Johanne Thekla Isidore Bølling (1823–1877)  – pochodziła z arystokratycznej rodziny Wedel-Jarlsberg. Zarówno dla ojca jak i dla matki Fridtjofa było to drugie małżeństwo, a Fridtjof oprócz brata Alexandra, miał sześcioro przyrodniego rodzeństwa z poprzednich związków rodziców .   
Rodzina ojca przybyła do Norwegii w połowie XVIII wieku , a jednym z prominentnych jej przodków był Hans Nansen (1598–1667), kupiec i burmistrz Kopenhagi, autor Compendium Cosmographicum (1633), który brał udział w pierwszych wyprawach w rejon Morza Białego w celu otwarcia nowych szlaków handlowych do Rosji. Matka była bratanicą Hermanna von Wedel-Jarlsberga (1779–1840), reprezentującego króla Karola III (1763–1844) i szefa rządu Norwegii (Statholder).
Fridtjof Nansen spędził dzieciństwo w rodzinnej posiadłości Store Frøen.
Już jako dziecko zimą jeździł i skakał na nartach, a latem systematycznie pływał w zimnych wodach fiordu. Od około 12 roku życia odbywał długie polowania i wyprawy wędkarskie . Aktywność na świeżym powietrzu przyczyniła się do rozwoju jego pasji do nauk przyrodniczych i zapału do działalności odkrywcy.   

### Studia zoologiczne

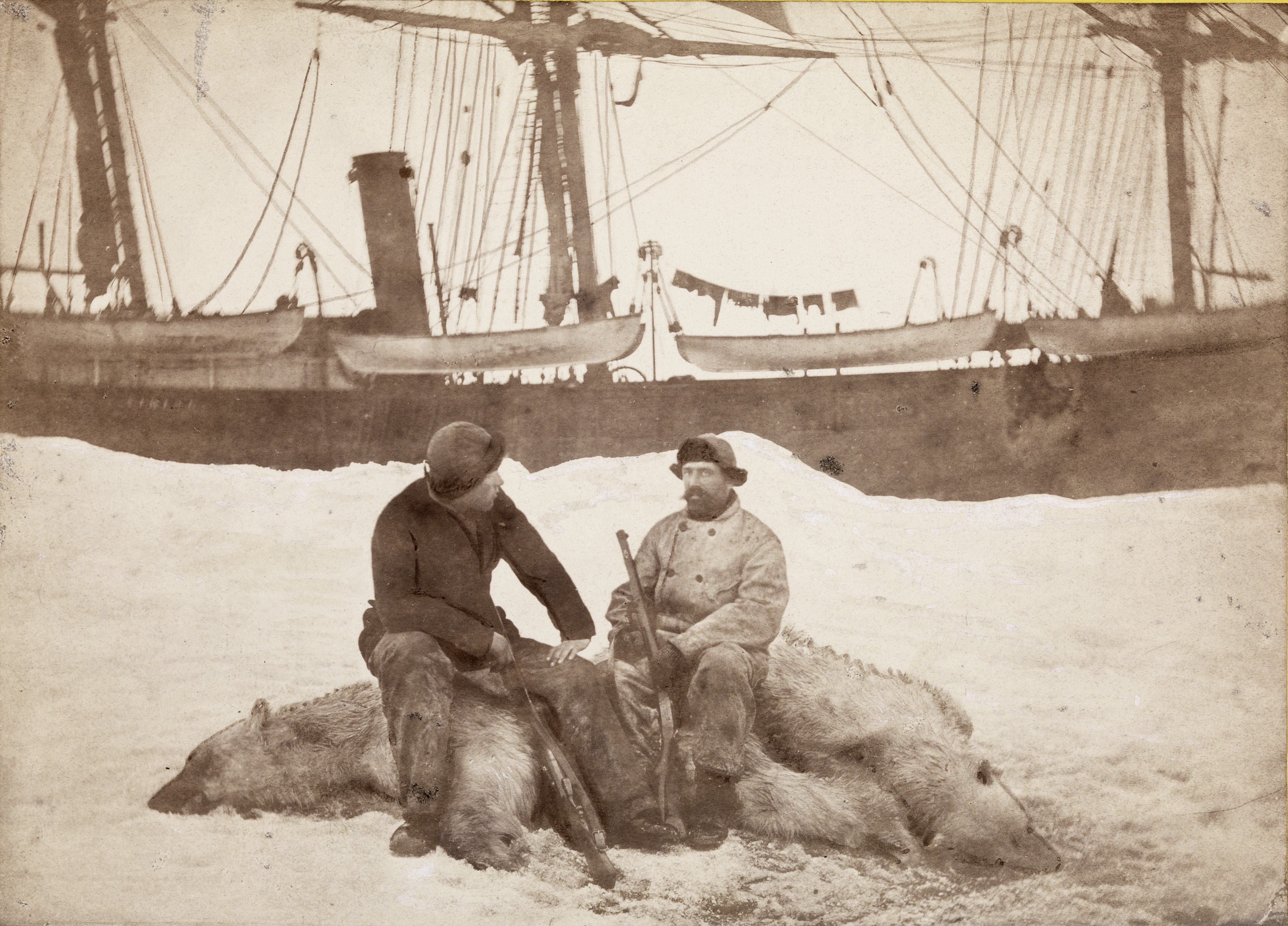
Nansen (z lewej strony) z kapitanem Axelem Kreftingiem, siedzący na zabitym niedźwiedziu polarnym, wyprawa na SS Viking (1882)

Po ukończeniu szkoły w Kristianii w 1880 roku podjął studia w zakresie zoologii na tamtejszym uniwersytecie . Robert Collett (1842–1913) zachęcił go do badań fok arktycznych w terenie  i w 1882 roku Nansen odbył 4-miesięczny rejs na statku do połowu fok SS Viking, zbierając okazy fauny morskiej w Arktyce. Podczas tej wyprawy po raz pierwszy ujrzał Grenlandię . 
Po powrocie, z inspiracji Colletta, z powodzeniem aplikował na stanowisko kuratora w dziale zoologicznym Muzeum Uniwersyteckiego w Bergen, które piastował do 1897 roku . Muzeum poza działalnością popularyzatorską, funkcjonowało jako instytut badawczy, a wśród jego prominentnych naukowców był m.in. Gerhard Armauer Hansen (1841–1912), odkrywca prątka trądu – Mycobacterium leprae. Muzeum kierowane przez Daniela Corneliusa Danielssena (1815–1894) było wówczas wiodącą placówką naukową na polu biologii na terenie Norwegii. Za sprawą młodego niemieckiego zoologa Willy’ego Kükenthala (1861–1922), który przybył do Bergen w 1883 roku, Nansen zainteresował się badaniami nad układem nerwowym bezkręgowców. W tym samym roku Nansen otrzymał ofertę pracy od amerykańskiego profesora paleontologii Othniela Charlesa Marsha (1831–1899), którą jednak odrzucił.      
Późną zimą 1884 roku samotnie przejechał na nartach z Bergen do Kristianii (i z powrotem), aby wziąć udział w zawodach w skokach narciarskich Husebyrennet . Wrażenia z trasy zrelacjonował w reportażu Paa ski over Fjeldet, który został opublikowany w odcinkach w dzienniku „Aftenposten” .

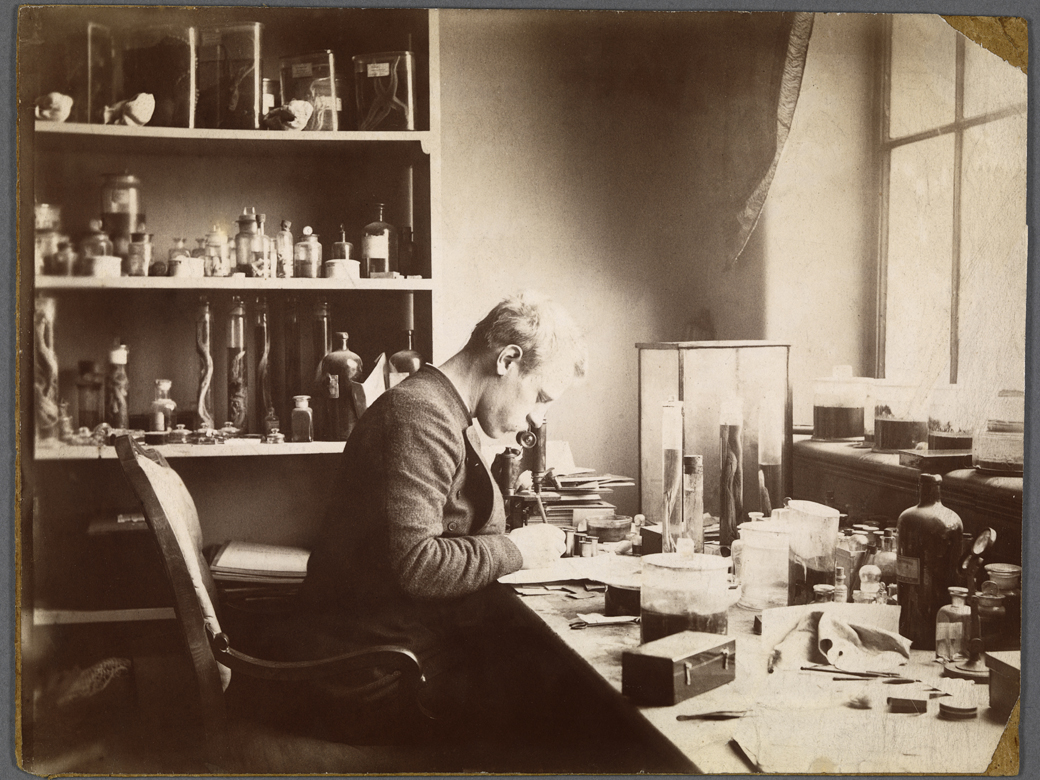
Nansen prowadzący obserwacje pod mikroskopem, Muzeum Uniwersyteckie w Bergen, (1887)

Jesienią 1885 roku ukończył swoją pierwszą pracę naukową – o krążkokształtnych – Bidrag til Myzostomernes Anatomi og Histologi, która została opublikowana w raporcie rocznym muzeum uniwersytetu w Bergen . W 1886 roku wydał rozprawę Foreløbig Meddelelse om Undersøgelser over Centralnervesystemets histologiske bygning hos Ascidiene samt hos Myxine Glutinosa, traktującą o układzie nerwowym żachw i śluzicy pospolitej, która była pracą przygotowawczą do jego pracy doktorskiej . Prace te były pod wieloma względami pionierskie – zarówno jeśli chodzi o przedmiot zainteresowań naukowych, jak i zastosowane metody badań mikro-anatomicznych komórek nerwowych przy zastosowaniu barwników uwidoczniających połączenia nerwowe pod mikroskopem . Prawdopodobnie Nansen jako jeden z pierwszych badaczy stosował technikę barwienia tkanek nerwowych azotanem srebra, którą odkrył włoski anatom Camillo Golgi (1843–1926) . Techniki barwienia Nansen nauczył się od Golgiego podczas pobytu studialnego we Włoszech . Techniki tej używał podczas dwumiesięcznego pobytu w stacji zoologicznej Antona Dohrna (1840–1909) w Neapolu.     
W 1888 roku uzyskał stopień doktora na podstawie pracy opartej na badaniach budowy ośrodkowego układu nerwowego u bezkręgowców, takich jak płazińce, mięczaki, skorupiaki, czy prymitywnych kręgowców takich jak bezżuchwowce . W swojej pracy, opublikowanej w 1887 roku, Nansen połączył koncepcję sieci nerwowej Golgiego z poglądem o komórce nerwowej jako odrębnej jednostce. Wymieniany jest obok Wilhelma Hisa (1831–1904) i Auguste’a Forela (1848–1931) jako jeden z pierwszych twórców teorii neuronowej.

### Przeprawa na nartach przez Grenlandię (1888–1889)

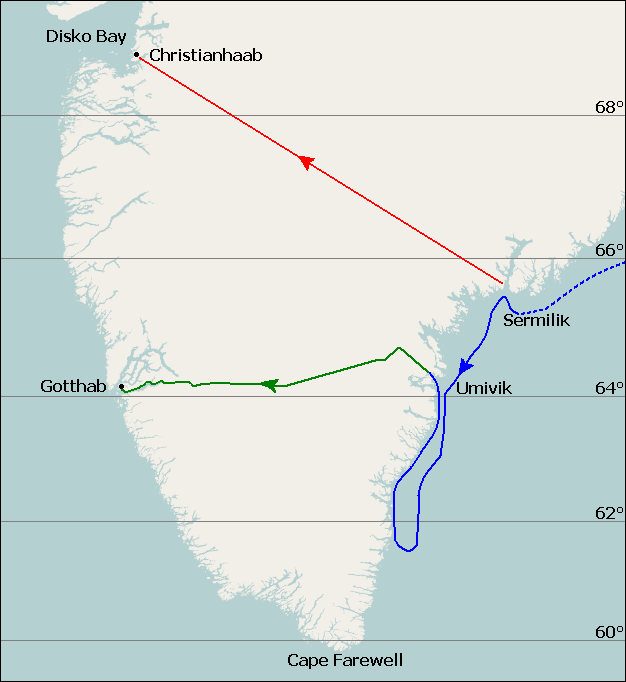
Przeprawa na nartach przez Grenlandię: trasa przebyta na pokładzie statku do połowu fok (kolor niebieski, linia przerywana), trasa przebyta na pokładzie łodzi wiosłowych (kolor niebieski, linia ciągła), planowana trasa przeprawy (kolor czerwony), przebyta trasa (kolor zielony)

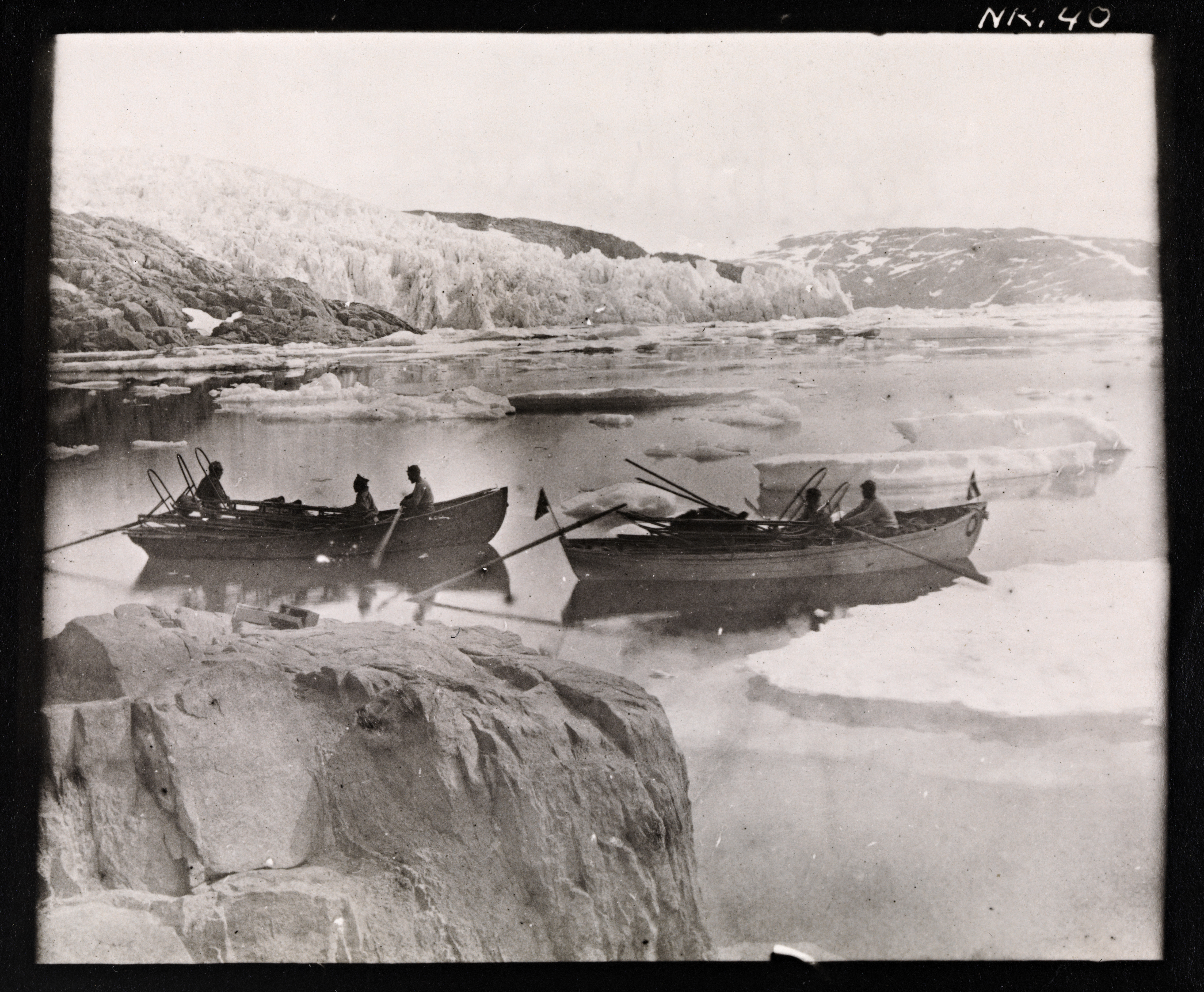
Wyprawa Nansena na Grenlandię (1888)

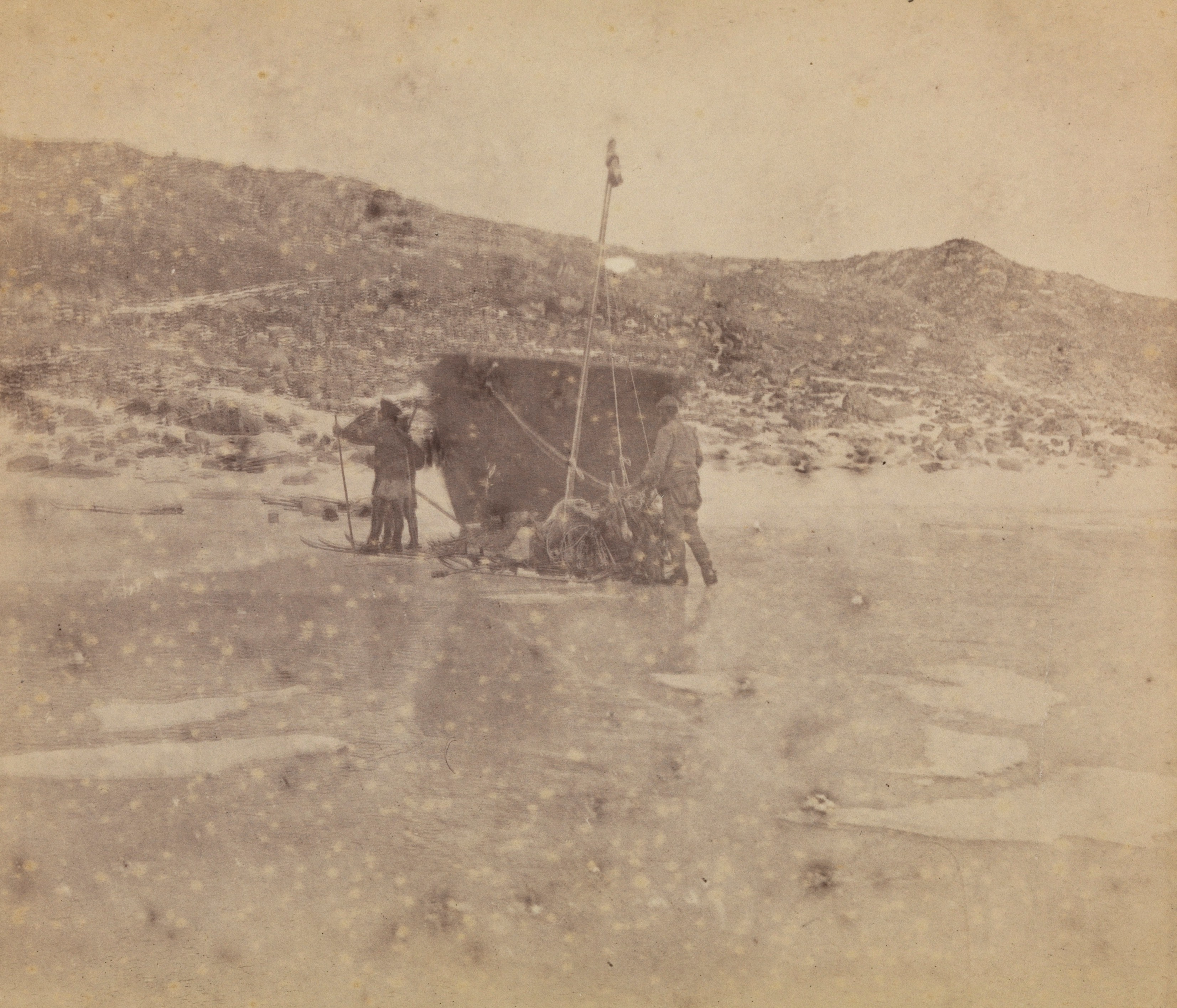
Wyprawa Nansena na Grenlandię – sanie z żaglem (1888)

Zainspirowany próbami przejścia Adolfa Erika Nordenskiölda (1832–1901) w 1883 roku i Roberta Edwina Peary’ego (1856–1920) z 1886 roku, Nansen zorganizował pierwszą wyprawę na nartach przez Grenlandię (1887–1888). Jego plan zakładał przeprawę przez wyspę ze wschodu na zachód, ponieważ zachodnie wybrzeże dawało szansę na znalezienie statku, by wrócić do domu. Uczestnicy mieli pokonywać każdego dnia ok. 10–20 mil i po miesiącu dotrzeć do Christianshåb. 
Chociaż projektem zainteresowany był uniwersytet w Kristianii, to rząd norweski nie udostępnił środków na sfinansowanie przedsięwzięcia. Nansen pozyskał prywatnego sponsora – duńskiego przedsiębiorcę Augustin Gaméla (1839–1904), który wcześniej finansował ekspedycję na biegun północny Andreasa Petera Hovgaarda (1853–1910).  
W trakcie przygotowań do wyprawy Nansen przeprowadził testy wyposażenia – ubrań, śpiworów, sań i kuchenki, które sam zmodyfikował dla potrzeb ekspedycji. Początkowo rozważał użycie psów lub reniferów, stąd zlecił pozyskanie dla wyprawy doświadczonych z reniferami Saamów. W ekspedycji uczestniczyli: Oluf Christian Dietrichson (1856–1942), Otto Sverdrup (1854–1930), Kristian Kristiansen (1865–1943) oraz Samuel Balto (1861–1921) i Ole Nilsen Ravna (1841–1906).  
W maju 1888 roku ekspedycja wyruszyła drogą morską przez Szkocję do Islandii, gdzie została podjęta przez statek do połowu fok „Jason”. 11 lipca dostrzeżono wschodnie wybrzeże Grenlandii na północ od Angmagsalik, jednak Nansen nie zdecydował się na lądowanie z uwagi na obecność paku lodowego. Członkowie wyprawy pozostali na pokładzie „Jasona”, który udał się na poszukiwanie fok w Cieśninie Duńskiej. W połowie lipca statek ponownie zbliżył się do Angmagsalik, i choć pak lodowy nadal się utrzymywał to jego pas był znacznie węższy niż w czerwcu i Nansen zdecydował się na zwodowanie dwóch łodzi i lądowanie. 
Początkowo podróż przebiegała bez większych problemów, jednak w miarę zbliżania się do brzegu, pak gęstniał i coraz częściej łodzie musiały być przeciągane po powierzchni lodu. Jedna z łodzi uległa uszkodzeniu, co wymusiło wielogodzinne prace naprawcze i konieczność przenocowania na krze. W nocy prąd zniósł obozowisko na południe a kolejna próba dotarcia do brzegu nie powiodła się. Prąd spychał ekspedycję na południe i dopiero po 12 dniach, 29 lipca, jej uczestnikom udało się wylądować – 380 km na południe od punktu, z którego Nansen zamierzał wyruszyć. Wyprawa ruszyła łodziami wzdłuż wybrzeża na północ, po drodze spotykając Inuitów. 12 sierpnia dotarła do Umivik, łodzie wciągnięto na brzeg, i 15 sierpnia rozpoczęto przeprawę na wybrzeże zachodnie. 
Każdy uczestnik ciągnął sanie z ładunkiem, co wobec wznoszącego się terenu i licznych głębokich szczelin nie było łatwym zadaniem. Ekspedycja szła nocą, kiedy śnieg twardniał i łatwiej było przemieszczać się z saniami. Po 9 dniach podróży w trudnych warunkach terenowych, powtarzających się burzach śnieżnych i wobec perspektywy pogarszających się warunków pogodowych, Nansen zdecydował się na zmianę trasy, i zamiast do Christianshåb dojść do Godthåb. Podczas przeprawy wykorzystywano żagle, co pozwoliło na szybkie postępy. Pod koniec września wyprawa dotarła na kraniec lądolodu, lecz aby dotrzeć do Godthåb musiała przeprawić się przez otwarte wody – z dostępnych materiałów zbudowano łódź, na której Nansen wraz ze Sverdrupupem udali się do osady po pomoc. Z Godthåb wysłano dwa kajaki po pozostałych polarników i wszyscy uczestnicy spotkali się ponownie 12 października. Było to jednak zbyt późno, by złapać statek powrotny do domu i uczestnicy byli zmuszeni przezimować w osadzie. Nansen wykorzystał ten pobyt na studia nad technikami adaptacji lokalnej ludności do ciężkich warunków klimatycznych. Wyprawa opuściła Godthåb 24 kwietnia 1889 roku i 21 maja powróciła do Kopenhagi. 

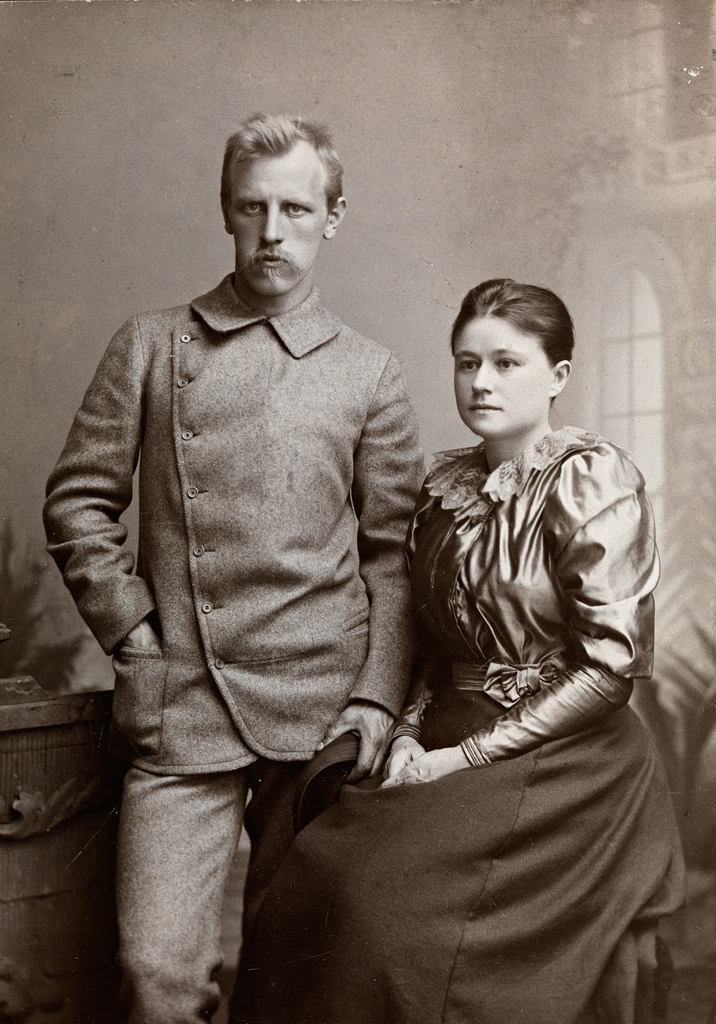
Fridtjof Nansen z Evą Sars (1889)

Ekspedycja udowodniła, że wnętrze wyspy pokrywa nieprzerwanie lądolód, rozciągający się przynajmniej do 75°N. W Norwegii Nansen został okrzyknięty bohaterem narodowym, na jego cześć komponowano marsze, pieśni i wiersze a w sklepach pojawiła się cała gama produktów pod marką „Nansen”– od ciast, przez czapki i narty po cygara . 
We wrześniu 1889 roku Nansen poślubił śpiewaczkę i nauczycielkę śpiewu Evą Helenę Sars (1858–1907), córkę zoologa Michaela Sarsa (1805–1869) . Para miała pięcioro dzieci – syn Odd Nansen (1901–1973) został architektem a córka Irmelin Nansen wyszła za mąż za malarza Axela Revolda (1887–1962) .
W 1890 roku Nansen wydał relację z wyprawy På ski over Grønland, a rok później Eskimolivie z opisem sposobu życia Eskimosów .

### Ekspedycja arktyczna (1893–1896)
wschodnia trasa z Vardø wzdłuż wybrzeża Syberii do Wysp Nowosyberyjskich i do paku lodowego, od lipca do września 1893;
     dryf statku „Fram” przez pak lodowy z Wysp Nowosyberyjskich na Spitsbergen, od września 1893 do sierpnia 1896;
     marsz Nansena i Johansena na północ do 86°13,6′N i późniejszy powrót do Cape Flora na Ziemi Franciszka Józefa, od lutego 1895 do czerwca 1896;
     podróż powrotna Nansena i Johansena z Cape Flora do Vardø, sierpień 1896;
     powrót statku „Fram” ze Spitsbergenu do Tromsø, sierpień 1896

Plan dryfu Nansena

Ekspedycja arktyczna:
wschodnia trasa z Vardø wzdłuż wybrzeża Syberii do Wysp Nowosyberyjskich i do paku lodowego, od lipca do września 1893;
dryf statku „Fram” przez pak lodowy z Wysp Nowosyberyjskich na Spitsbergen, od września 1893 do sierpnia 1896;
marsz Nansena i Johansena na północ do 86°13,6′N i późniejszy powrót do Cape Flora na Ziemi Franciszka Józefa, od lutego 1895 do czerwca 1896;
podróż powrotna Nansena i Johansena z Cape Flora do Vardø, sierpień 1896;
powrót statku „Fram” ze Spitsbergenu do Tromsø, sierpień 1896

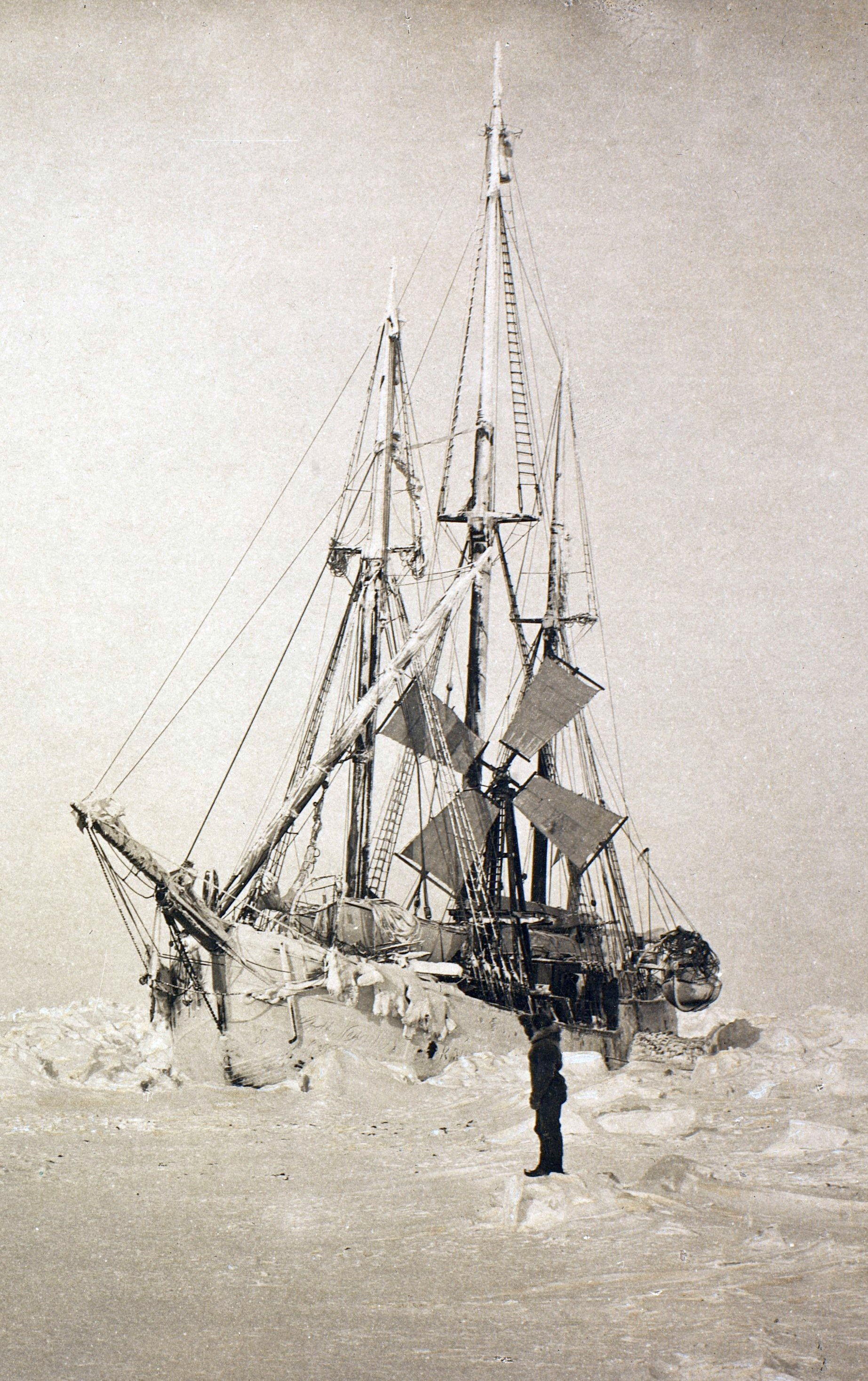
„Fram” w lodach Arktyki (1894)

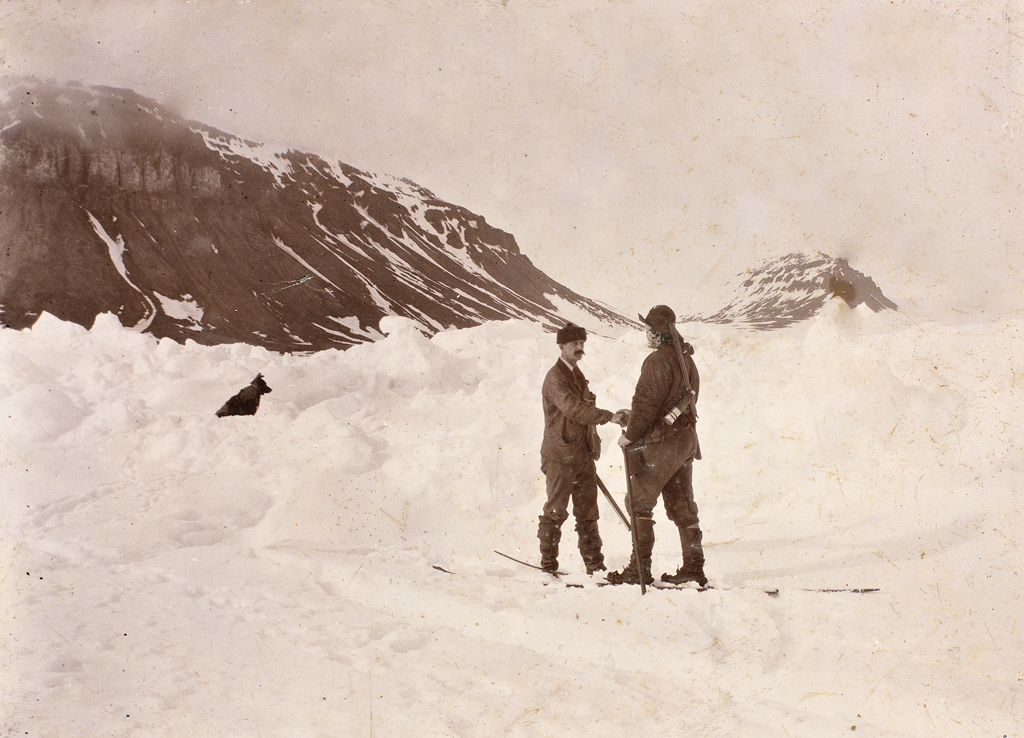
Spotkanie Nansena z Jacksonem, Cape Flora (1896) – fotografia upozowana

W 1890 roku Nansen przedstawił norweskiemu towarzystwu geograficznemu Det norske geografiske Selskab plany wyprawy do Arktyki . Nansen zamierzał sprawdzić hipotezę dryfu lodu morskiego pokrywającego Morze Arktyczne ze wschodu na zachód, wysuniętą przez Henrika Mohna (1835–1916)  i wykorzystać ruch lodów do dotarcia do bieguna północnego. Jednym z dowodów na dryf było odnalezienie w 1884 roku na wybrzeżu południowo-zachodniej Grenlandii fragmentów skrzyń i innych artefaktów z amerykańskiego statku „Jeannette”, który zatonął w 1881 roku w okolicach Wysp Nowosyberyjskich. Nansen zaproponował zbudowanie takiego statku, który by był podnoszony przez lód, a nie miażdżony, i mógł zamarznąć u wybrzeży wschodniej Syberii tak, by potem prądy mogły go stamtąd przetransportować na zachód . Plan został ostro skrytykowany, lecz mimo tego norweski parlament przyznał finansowanie i pozyskano dotacje od osób prywatnych, w tym od króla Oskara II (1829–1907) . 
Budowniczym nowego statku został norweski konstruktor Colin Archer (1832–1921), który pracował według wskazówek Nansena . Jedną z innowacji był gładki, zaokrąglony kadłub, który miał sprawić, że statek będzie unoszony przez masy lodu. Sam kadłub został również wzmocniony przy użyciu drewna dębowego oraz drewna z południowoamerykańskich drzew z rodzaju Chlorocardium. Jednostka otrzymała nazwę Fram (dosł. „naprzód”) .
Ekspedycja liczyła 12 uczestników: Otto Sverdrup (1854–1930) – kapitan statku i zastępca kierownika wyprawy, Sigurd Scott-Hansen (1868–1937), Henrik Greve Blessing, Theodore Claudius Jacobsen, Anton Amundsen, Adolf Juell, Lars Pettersen, Hjalmar Johansen (1867–1913), Peter Leonard Henriksen, Bernhard Nordahl, Ivar Otto Irgens Mogstad i Bernt Bentzen.
„Fram” opuścił Christianię 24 czerwca 1893 roku, 12 lipca dotarł do Tromsø a 18 lipca do Vardø. Następnie przeprawił się przez Morze Barentsa i dalej na Morze Karskie. We wrześniu 1893 roku został uwięziony w lodzie na północny zachód od Wysp Nowosyberyjskich. Po ponad roku dryfu w lodzie, wbrew wcześniejszym wyliczeniom Nansena, nie dotarł jednak w okolice bieguna, ale około 460 kilometrów dalej na południe . W lutym 1895 roku Nansen i Johansen zdecydowali się podjąć próbę dotarcia na biegun przy wykorzystaniu psich zaprzęgów, nart i kajaków i następnie wrócić do Ziemi Franciszka Józefa. „Fram” kontynuował dryf i w sierpniu 1896 roku wyswobodził się z lodu na północny zachód od Svalbardu, w Cieśninie Fram. 
Nansen i Johansen dotarli do 86°13,6′N – najdalej na północ niż jakakolwiek poprzednia wyprawa  – lecz wobec kończących się zapasów żywności musieli zawrócić. Po 132 dniach osiągnęli jedną z wysp na Ziemi Franciszka Józefa, gdzie przezimowali, odżywiając się mięsem niedźwiedzi polarnych . Na wiosnę ruszyli w dalszą drogę, nie wiedząc gdzie dokładnie się znajdują, musieli naprawić kajaki przed podróżą do Svalbardu. Zostali dostrzeżeni w okolicy Cape Flora przez Alberta Armitage’a (1864–1943) członka wyprawy Fredericka Jacksona (1860–1938) i wzięci za zagubionych myśliwych polujących na foki. Polarnicy powrócili na statku Jacksona „Windward” do Norwegii. Nansen był ponownie hołubiony jako bohater narodowy, a jego książka Fram over Polhavet (wyd. pol. Fram w Arktyce) wydana w 1897 roku stała się międzynarodowym bestsellerem . 
Podczas wyprawy prowadzono badania naukowe i zebrano wiele danych, a wyniki prac opublikowano w sześciotomowym traktacie – The Norwegian North Polar Expedition 1893–1896 (1900–1906) . Stwierdzono m.in. że Morze Arktyczne ma kilka tysięcy sążni głębokości i jest całkowicie pozbawione wysp, tym samym nie potwierdzając teorii o tym, że na północy znajdują się duże obszary lądu. Na potrzeby rejsu Nansen skonstruował nowy typ urządzenia do badania wód morskich na dużych głębokościach – tzw. butelkę Nansena . Na podstawie pomiarów temperatury wody Nansen obliczył, że pomiędzy Oceanem Arktycznym a Morzem Norweskim musi znajdować się podwodny grzbiet, co potwierdziły późniejsze badania . W trakcie ekspedycji zebrano dane odnośnie magnetyzmu Ziemi i zorzy polarnej, a także z zakresu meteorologii arktycznej, oceanografii i zoologii.

### Badania oceanograficzne
W 1897 roku Nansen otrzymał profesurę na wydziale zoologii Uniwersytetu w Christianii. Rozwijał swoje zainteresowanie oceanografią i w 1900 roku wziął udział w rejsie badawczym po Morzu Norweskim wraz z Michaelem Sarsem . Objął przewodnictwo w organizowaniu badań oceanicznych i zaproponował utworzenie międzynarodowej rady ds. systematycznych badań oceanów . Międzynarodowa Rada Badań Morza z siedzibą w Kopenhadze powstała w 1902 roku, a Nansen kierował jej głównym laboratorium w Oslo w latach 1902–1908 . Tutaj prowadził prace nad procesem cyrkulacji wód oceanicznych i jego wpływem na warunki fizyczne i biologiczne, badając materiały z wielu wypraw, w tym z własnej ekspedycji arktycznej w latach 1893–1896 . W 1906 roku wraz z Bjørnem Helland-Hansenem (1877–1957) opublikował pracę Die norwegischen hydrographischen Untersuchungen im Nordmeere oraz dzieło The Norwegian Sea, Its Physical Oceanography Based Upon the Norwegian Researches 1900–1904, w którym przedstawił powiązania pomiędzy różnymi zjawiskami oceanograficznymi, meteorologicznymi i biologicznymi . Szczegółowo omówił formy dna morskiego i wybrzeża w regionach arktycznych . W 1908 roku objął stanowisko profesora oceanografii na Uniwersytecie w Oslo. W tym samym roku opublikował swój wykład Videnskap og moral, w którym przedstawił swój pogląd na naturę i na życie . 
W 1913 roku przeprawił się przez Ocean Arktyczny do ujścia Jeniseju, i dalej w górę rzeki do Krasnojarska a następnie koleją tam i z powrotem do Władywostoku – rok później wydał relację z tej podróży Gjennem Sibirien (1914) . Publikacją Friluftsliv (1916) zachęcał młodych ludzi do wypadów na łono natury, wędrówek po górach . Nansen prowadził również badania nad ukształtowaniem terenu Norwegii, postulując zasady izostazji i w 1928 roku opublikował pracę The Earth’s Crust, Its Surface Forms, and Isostatic Adjustment . Zajmował się także historią Grenlandii, upatrując przyczyny upadku tamtejszych dawnych osad norweskich w zmianach klimatycznych w XIV wieku – swoje przemyślenia zawarł w pracy Klimavekslinger i Nordens historie wydanej w 1925 roku .  

### Konsultacje wypraw polarnych
Choć sam już nigdy więcej nie wybrał się na wyprawę polarną, to wspierał innych polarników, m.in. użyczył Otto Sverdrupowi statku „Fram” i pomógł zebrać fundusze na wyprawę na obszary pomiędzy Grenlandią a Kanadą w latach 1898–1902 . Wspierał również Roalda Amundsena (1872–1928) w organizacji jego pierwszej wyprawy polarnej na północ – Amundsen chciał powtórzyć dryf Nansena i dotrzeć na biegun północny. Nansen rekomendował rejs „Framem”, zastrzegając, że sam planuje wyprawę na południe. Kiedy plany Nansena nie zmaterializowały się, użyczył „Frama” Amundsenowi. Po tym jak Amundsen zmienił bez konsultacji cel ekspedycji i popłynął na południe, ich stosunki zaczęły być napięte , lecz Nansen bronił publicznie zmiany planów. Wielu innych polarników konsultowało Nansena, m.in. Ernest Shackleton (1874–1922) przed ekspedycją na statku „Nimrod (statek)” (1907–1909) czy Robert Falcon Scott (1868–1912) przed ekspedycją na biegun południowy (1910–1913).

### Służba dyplomatyczna
Po powrocie z Arktyki, Nansen pod wpływem szwagra, historyka Ernsta Sarsa (1835–1917) i pisarza Bjørnstjerne Bjørnsona (1832–1910) zaczął interesować się kwestią unii ze Szwecją, postulując uznanie przez Szwecję Norwegii jako równego kraju pod rządami wspólnego króla . Nansen udzielał się wówczas w kręgu artystów i intelektualistów „Lysakerkretsen” (pol. „Krąg z Lysaker”), do którego należeli m.in. jego szwagrowie Ernst i Georg Ossian Sars (1837–1927), historyk sztuki Andreas Aubert (1851–1913), historyk literatury Gerhard Gran (1856–1925), pisarz Hans E. Kinck (1865–1926), folklorysta Moltke Moe (1859–1913), wydawca Nordahl Rolfsen (1848–1928) czy malarze Eilif Peterssen (1852–1928) i Gerhard Munthe (1849–1929), którzy aktywnie uczestniczyli w szerokim programie budowania narodu norweskiego . Kiedy konflikt wokół utworzenia własnej służby konsularnej przez Norwegię uległ zaostrzeniu podkreślał, że jeśli zajdzie taka potrzeba, Norwegia będzie musiała domagać się rozwiązania unii .
7 czerwca 1905 roku Storting podjął decyzję o rozwiązaniu unii personalnej ze Szwecją. Norwegowie wypowiedzieli się za rozwiązaniem unii w referendum. Cały proces odbywał się w cieniu możliwego konfliktu zbrojnego i międzynarodowych komplikacji. Nansen odegrał ważną rolę – w Norwegii zabiegał o poparcie swoich rodaków dla linii działań rządu norweskiego, a za granicą jednał życzliwość dla sprawy Norwegii na arenie międzynarodowej. Osobiście brał udział w negocjacjach w 1905 roku z duńskim księciem Karolem w sprawie objęcia tronu Norwegii a następnie poprowadził serię spotkań z mieszkańcami Norwegii, wypowiadając się na korzyść monarchii . W niepodległej Norwegii objął funkcję posła w Wielkiej Brytanii, którą sprawował w latach 1906–1908. Jesienią 1907 roku Eva Sars zachorowała i zmarła na zapalenie płuc .
Po wybuchu I wojny światowej zaprzestał działalności akademickiej i zaczął starania na rzecz wzmocnienia obronności Norwegii, prowadząc wykłady dla ludności . W 1915 roku został wybrany na prezydenta Norges Forsvarsforening (NFF) – norweskiego stowarzyszenia obronnego – i stanowisko to piastował do śmierci . W 1917 roku sytuacja zaopatrzeniowa Norwegii stawała się coraz trudniejsza wskutek blokady handlowej wprowadzonej po przystąpieniu Stanów Zjednoczonych do wojny. Norwegia nie mogła sprowadzać zboża, od którego importu była całkowicie uzależniona . Nansen postulował zabezpieczenie dostaw i racjonowanie żywności . Wkrótce został wysłany z ramienia rządu do Waszyngtonu, gdzie w 1918 roku wynegocjował zniesienie embarga na szereg produktów. Ponieważ rząd nie udzielił mu jasnych instrukcji, Nansen podpisał umowę całkowicie samodzielnie a jego porozumienie zapewniło Norwegii niezbędne dostawy ze Stanów Zjednoczonych, Wielkiej Brytanii i szeregu innych krajów .
W 1919 roku Nansen poślubił Sigrun Munthe z kręgu „Lysakerkretsen”, która rozwiodła się z malarzem Gerhardem Munthe .

### Działalność humanitarna

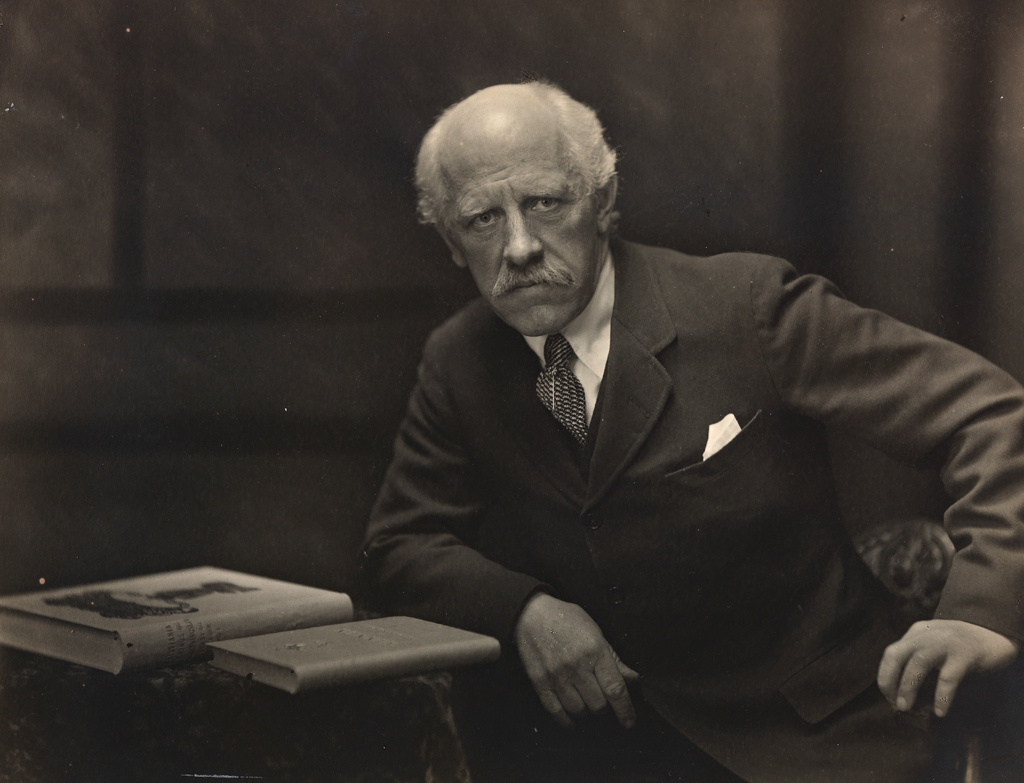
Fridtjof Nansen, Wysoki Komisarz Ligi Narodów do Spraw Uchodźców (1922)

Podczas paryskiej konferencji pokojowej z inicjatywy prezydenta Stanów Zjednoczonych Woodrowa Wilsona (1856–1924) powołano do życia Ligę Narodów – organizację międzynarodową na rzecz utrzymania pokoju i współpracy na świecie . Nansen na konferencji pokojowej w Paryżu był wpływowym lobbystą na rzecz przyjęcia Statutu Ligi i uznania praw małych narodów . Od 1920 roku aż do swojej śmierci w 1930 roku Nansen, łączący wielkie nadzieje z działalnością Ligi, przewodził norweskiej delegacji.   
Wiosną 1920 roku Nansen z ramienia Ligi Narodów podjął się repatriacji jeńców wojennych, z których wielu było przetrzymywanych w Rosji Radzieckiej . Pomimo ograniczonych funduszy, repatriował 450 000 więźniów w ciągu następnego półtora roku .
W Rosji Radzieckiej panowały katastrofalne warunki spowodowane niskimi plonami wskutek złej pogody, wojną domową po rewolucji, działaniami wojennymi i sposobem traktowania chłopów przez władze komunistyczne . Głód zagroził około 35 milionom ludzi . Władze początkowo nie chciały przyznać się do kryzysu, ale latem 1921 roku poprosiły o pomoc międzynarodową . Międzynarodowy Komitet Czerwonego Krzyża zwrócił się do Nansena z prośbą o zorganizowanie niezbędnej pomocy . Nansen został mianowany Wysokim Komisarzem Międzynarodowego Komitetu Pomocy dla Rosji, wkrótce nazwanego Misją Nansena, ale komitet otrzymał niewielkie wsparcie ze strony innych krajów . Dlatego Nansen zaapelował bezpośrednio do mieszkańców poszczególnych krajów, publikował artykuły, wygłaszał wykłady i organizował akcje zbierania datków . Misji udało się uratować wielką liczbę ludzi, szacunki wahały się od 7 do 22 milionów .

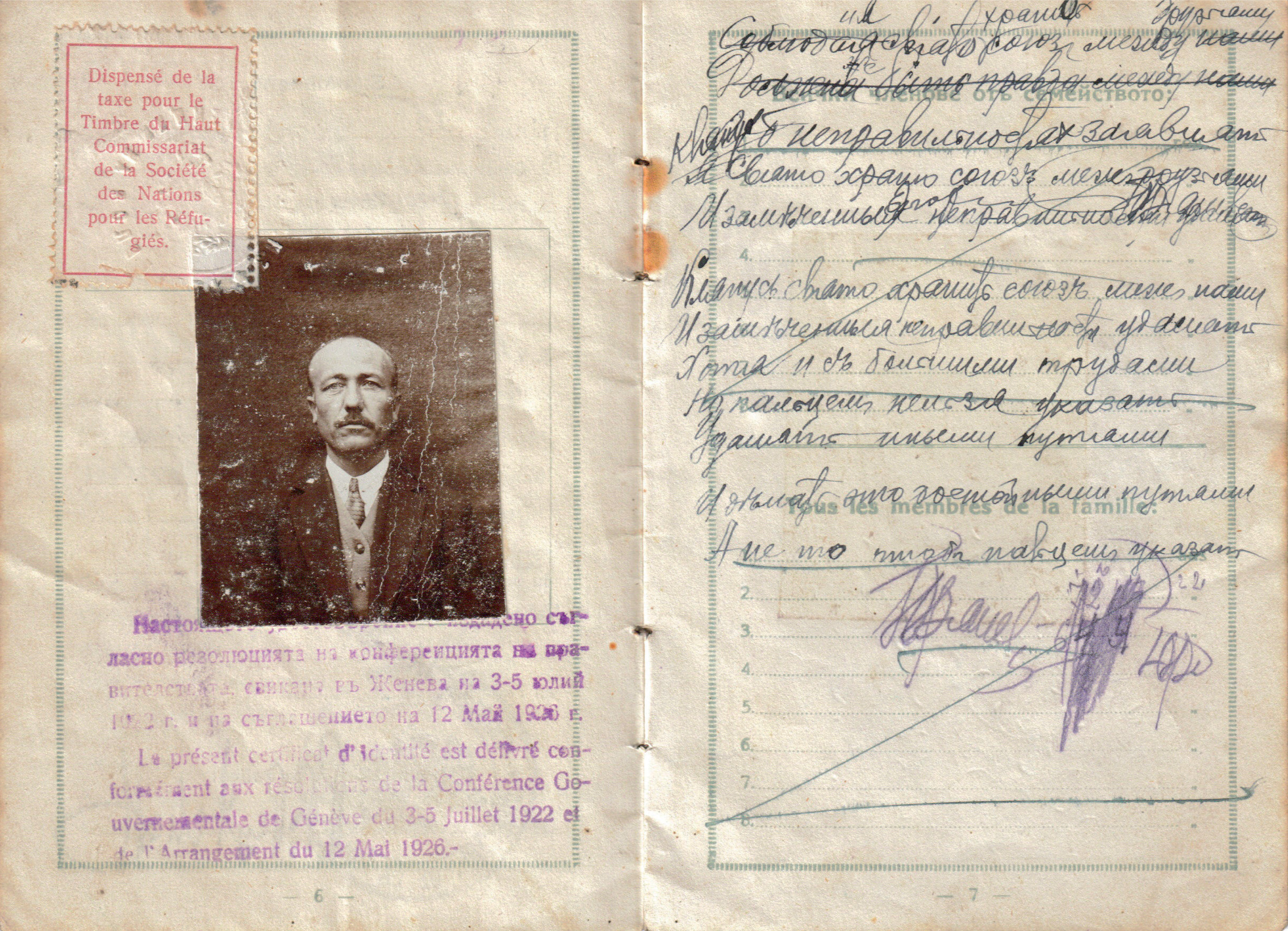
„Paszport nansenowski”

W czerwcu 1921 roku Rada Ligi Narodów, zachęcona przez Międzynarodowy Komitet Czerwonego Krzyża i inne organizacje, ustanowiła Wysoką Komisję ds. Uchodźców a Nansen został Wysokim Komisarzem Ligi Narodów do Spraw Uchodźców . Po zakończeniu I wojny światowej wielu uchodźców było pozbawionych obywatelstwa lub legitymowało się dokumentami z nieistniejących już państw, wskutek czego nie mogli otrzymać pomocy . W lipcu 1922 roku Nansen zwołał w Genewie konferencję poświęconą problemowi uchodźców, w której wzięło udział 31 krajów, gdzie zwrócił ich uwagę na brak paszportów i dokumentów tożsamości . Stworzył specjalny dokument tożsamości – tzw. „paszport nansenowski”, który umożliwił uchodźcom ubieganie się o pozwolenie na wjazd do poszczególnych krajów  i ostatecznie został uznany przez pięćdziesiąt dwa rządy . W ciągu dziewięciu lat paszport posłużył setkom tysięcy uchodźców – m.in. rosyjskich, tureckich, ormiańskich, czy asyryjskich . 

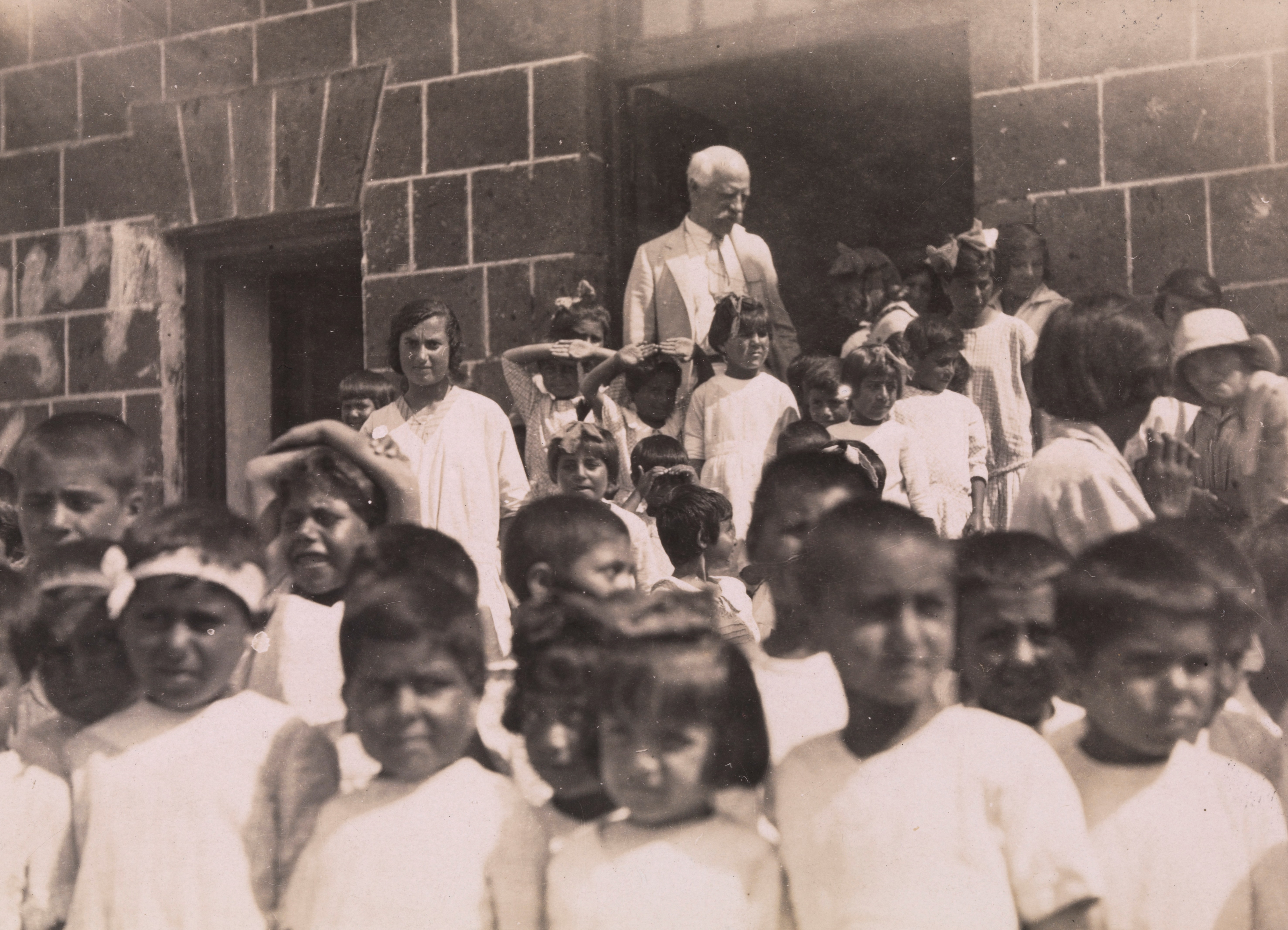
Nansen w ormiańskim sierocińcu (1925)

W 1922 roku za swoją pracę społeczną i zaangażowanie otrzymał Pokojową Nagrodę Nobla . Nagrodę (122 tys. NOK) przekazaną przez duńskie wydawnictwo Christian Erichsen przeznaczył na dalszą działalność humanitarną, głównie na Ukrainie . 
W 1925 roku w celu ratowanie narodu ormiańskiego opracował polityczny, przemysłowy i finansowy plan stworzenia domu narodowego w Erywaniu, który miał działać jak późniejsze Program Narodów Zjednoczonych ds. Rozwoju czy  Międzynarodowy Bank Odbudowy i Rozwoju, lecz nigdy nie został zrealizowany . Po podróży do Armenii w 1925 roku napisał książkę Gjennem Armenia, w której wyraził ostrą krytykę wielu krajów, które nie chciały pomagać prześladowanym . Międzynarodowe Nansenowskie Biuro do spraw Uchodźców osiedliło później około 10 tys. Ormian w Erywaniu i 40 tys. w Syrii i Libanie .

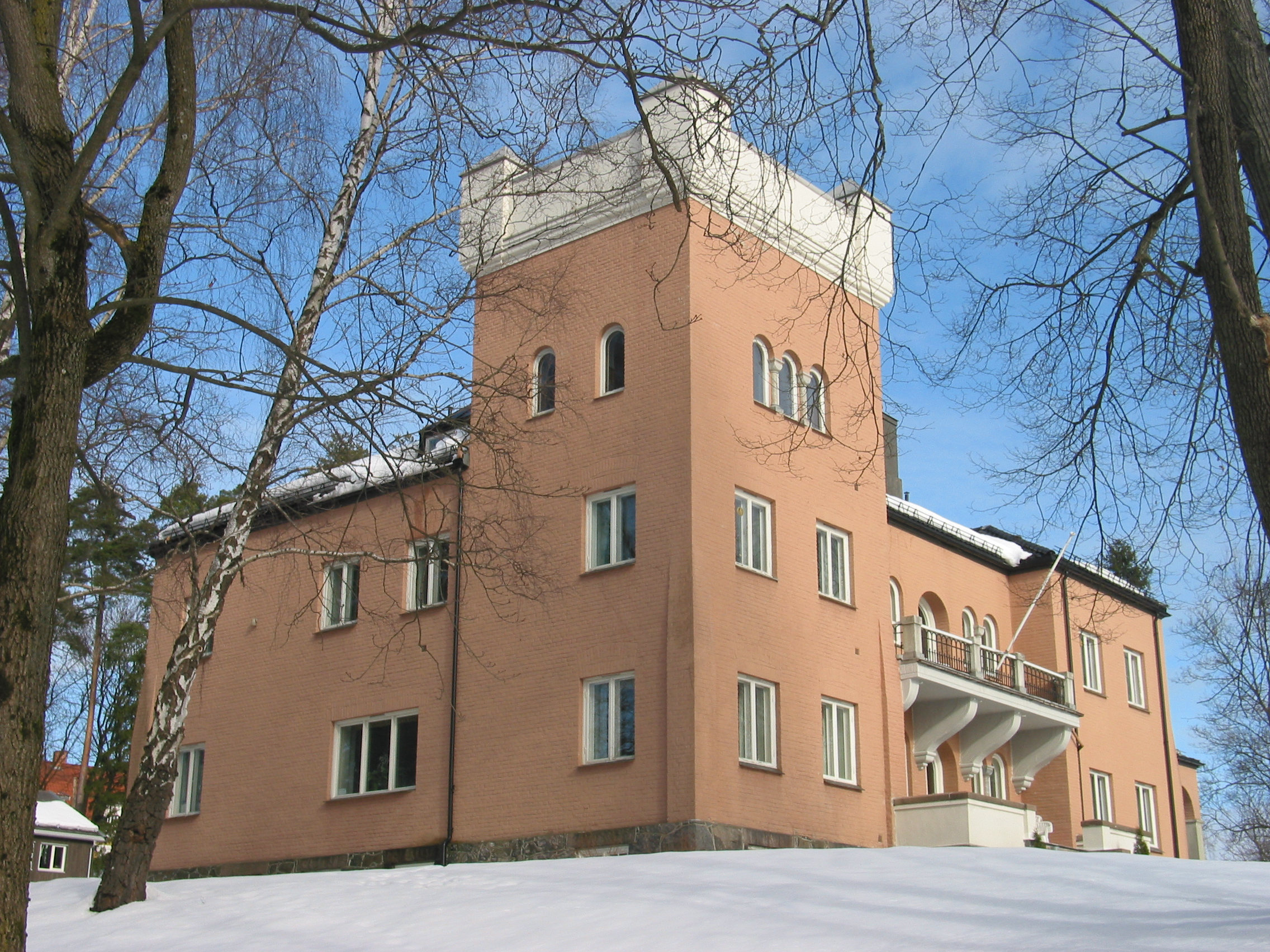
„Polhøgda” – dom Nansena, siedziba Instytutu Fridtjofa Nansena

Pod koniec lat 20. XX w. stan zdrowia Nansena zaczął się pogarszać . Wiosną 1930 roku przeszedł lekki zawał serca, po którym zalecono mu odpoczynek . 
Nansen zmarł 13 maja 1930 roku w swoim domu w Lysaker i został pochowany 17 maja – Norweski dzień konstytucji .

### Polhøgda
Zgodnie z życzeniem, Nansen po śmierci został pochowany w ogrodzie swojego domu „Polhøgda”, który został wzniesiony według planów polarnika i Hjalmara Welhavena (1850–1922) w latach 1900–1901. Od 1990 roku „Polhøgda” jest siedzibą Instytutu Fridtjofa Nansena (w latach 1958–1990 Fundacji Fridtjofa Nansena w Polhøgdzie).

## Publikacje
Wybór prac za Norsk biografisk leksikon :
- 1884 – Paa ski over Fjeldet, i Aftenp
- 1885 – Bidrag til Myzostomernes Anatomi og Histologi
- 1886 – Foreløbig Meddelelse om Undersøgelser over Centralnervesystemets histologiske bygning hos Ascidiene samt hos Myxine Glutinosa
- 1877 – The structure and combination of the histological elements of the central nervous system
- 1890 – Paa ski over Grønland. En skildring af den norske Grønlands-ekspedition 1888–89
- 1891 – Eskimoliv (wyd. pol. Eskimowie, ich kraj, życie i obyczaje, 1907[37] )
- 1892 – Wissenschaftliche Ergebnisse von Dr. F. Nansens Durchquerung von Grønland 1888 (razem z Henrikiem Mohnem (1835–1916))
- 1897 – Fram over Polhavet. Den norske polarfærd 1893–1896 (wyd. pol. Wśród nocy i lodów, 1898[37] ; Fram w Arktyce, SEL 2011)
- Podróż do Bieguna Północnego (1896, wydanie polskie 1898)
- 1900–1906 – The Norwegian North Polar Expedition 1893–1896 (razem z Colinem Archerem (1832–1921), Robertem Collettem (1842–1913), Oskarem E. Schiøtzem (1846–1925))
- 1905 – Norge og foreningen med Sverige
- 1906 – Die norwegischen hydrographischen Untersuchungen im Nordmeere (razem z Bjørnem Helland-Hansenem (1877–1957))
- 1909 – The Norwegian Sea, Its Physical Oceanography Based Upon the Norwegian Researches 1900–1904 (razem z Bjørnem Helland-Hansenem (1877–1957))
- 1911 – Nord i tåkeheimen. Utforskningen av Jordens nordlige strøk i tidlige tider
- 1914 – Gjennem Sibirien
- 1916 – Friluftsliv. Blade av dagboken
- 1920 – En ferd til Spitsbergen
- 1922 – Næstekjærlighet [w:] „Samtiden” nr. 1/1922, s. 1–11
- 1923 – Fred [w:] „Samtiden” nr. 1/1923, s. 1–12
- 1923 – Rusland og freden
- 1924 – Blant sel og bjørn. Min første Ishavs-ferd
- 1925 – Klimavekslinger i Nordens historie
- 1926 – Klimavekslinger i historisk og postglacial tid
- 1926 – Eventyr-lyst (przemówienie na University of St Andrews)
- 1927 – Gjennem Armenia
- 1928 – Et nytt Norge (przemówienie w Fedrelandslaget)
- 1928 – The Earth’s Crust, Its Surface Forms, and Isostatic Adjustmen
- 1929 – Gjennem Kaukasus til Volga

## Członkostwa, nagrody i odznaczenia
- Członek zagraniczny Rosyjskiej Akademii Nauk[38]
- 1889 – Królewski Order Wiktoriański[2]
- 1889 – Kawaler Orderu Świętego Olafa[39]
- 1889 – Kawaler Orderu Danebroga[39]
- 1896 – Członek Niemieckiej Akademii Przyrodników Leopoldina[40]
- 1896 – Krzyż Wielki Orderu Świętego Olafa[2]
- 1897 – Medal Zasługi[41]
- 1898 – Kawaler Orderu Franciszka Józefa[42]
- 1925 – Wielki Łańcuch Orderu Świętego Olafa[2]
- Komandor Legi Honorowej[2]

## Upamiętnienie

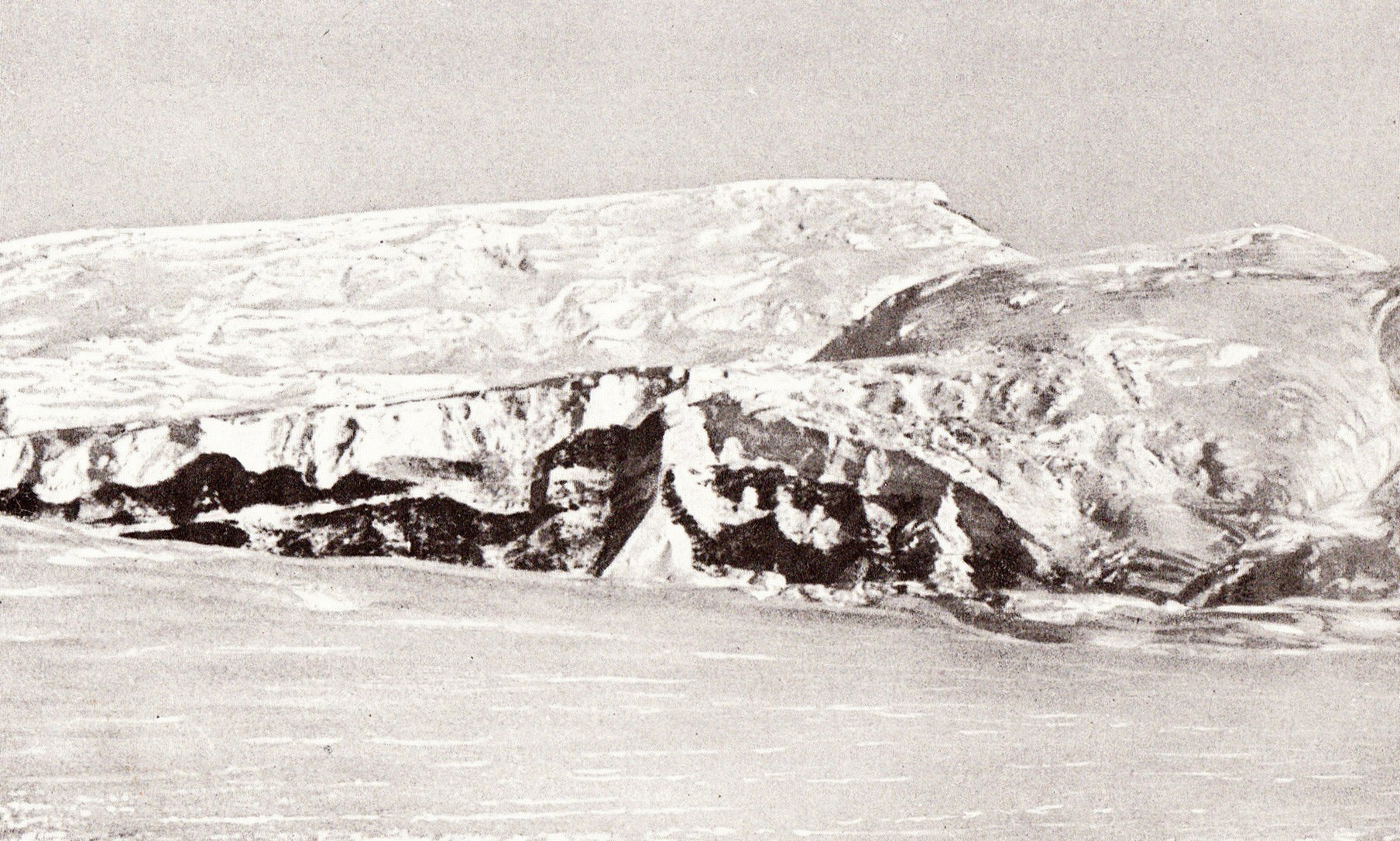
Góra Fridtjofa Nansena, fotografia wykonana przez Roalda Amundsena (1911)

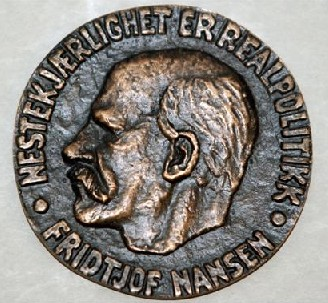
Medal Nansena – Nansen Refugee Award

Na cześć Nansena nazwano m.in. następujące obiekty geograficzne:
- szczyt w Górach Królowej Maud w Górach Transantarktycznych w Antarktydzie Wschodniej – Góra Fridtjofa Nansena[43]
- największą z wysp leżących w Wilhelmina Bay u zachodniego wybrzeża Ziemi Grahama – Nansen Island[44]
- Grzbiet Nansena[45]
- Próg Nansena
- Basen Nansena[45]
- Nansenbreen – lodowiec na Spitzbergenie[46]

oraz obiekty w kosmosie:
- planetoidę z pasa głównego asteroid – (853) Nansenia[47]
- krater na Księżycu – Nansen[48]
- krater na Marsie – Nansen[49]

Wiele miast w Norwegii nazwało na cześć Nansena ulice i place; ulice Nansena znajdują się także m.in. w Berlinie, Brukseli, Kapsztadzie, Erywaniu, Londynie, Moskwie, Sofii i Strasburgu . 
Od 1954 roku Wysoki komisarz Narodów Zjednoczonych do spraw uchodźców przyznaje corocznie Nansen Refugee Award .
Jesienią 2002 roku przed siedzibą rosyjskiego Czerwonego Krzyża w Moskwie odsłonięto pomnik Nansena .
Norweskie fregaty rakietowe wprowadzone do użytku w 2006 roku nazwano na cześć polarnika fregatami typu Fridtjof Nansen .